# Magnus Haraldsson
Magnus Haraldsson eller Magnus II (1048 – 1069) var konge af Norge fra 1066 til sin død.
Magnus Haraldsson var søn af kong Harald Hårderåde. Han delte magten med broderen Olav Kyrre (Olav III Haraldsson Kyrre), da denne kom hjem fra England i 1067.